# Schlacht von Wenden
Die Schlacht von Wenden (estnisch Võnnu lahing, Schlacht von Võnnu; lettisch Cēsu kaujas, Schlacht von Cēsis) war eine Schlacht im estnischen und lettischen Freiheitskrieg. Die Schlacht fand vom 19. bis zum 23. Juni 1919 zwischen estnisch-lettischen Truppen und der durch deutsche Freikorps verstärkten Baltischen Landeswehr statt.

## Vorgeschichte
Lettland hatte 1918 nach dem Ersten Weltkrieg seine Unabhängigkeit erklärt, war jedoch nicht in der Lage, sich effektiv gegen die von den russischen Bolschewiki unterstützten Roten Lettischen Schützen zu verteidigen. Diese hatten am 4. Januar 1919 Riga erobert und drangen weiter Richtung Ostpreußen vor.
Durch diese Bedrohung trafen sich die Interessen der lettischen parlamentarischen Regierung mit denen Deutschlands, der Triple Entente und der ansässigen Deutsch-Baltischen Minderheit. Eine vereinigte Streitmacht unter Generalmajor von der Goltz (VI. Reserve-Korps) bestand aus deutschen regulären Einheiten und Freikorps sowie der Baltischen Landeswehr, zu der auch lettische und zaristische russische Truppenteile gehörten. Bis März 1919 wurden die Bolschewiki zurückgeschlagen.
Die Gegensätze der verschiedenen Parteien verschärften sich. Nach einem Militärputsch setzten die Deutsch-Balten eine neue Regierung unter Andrievs Niedra ein, um so ihre alten Herrschaftsansprüche aufrechtzuerhalten. Am 22. Mai 1919 vertrieb die Baltische Landeswehr die Rote Armee aus Riga.

Besatzungsmächte in Lettland im Juni 1919:
Baltische Landeswehr
Lettische Rote Armee
Lettische Ulmanis-Armee
Estnische Armee

Nach der Beseitigung der bolschewistischen Bedrohung brachen auch die Gegensätze in der bisherigen Koalition auf. England und das benachbarte Estland unterstützten weiterhin die abgesetzte parlamentarische Regierung. Um ihre Führungsrolle zu behaupten, beschlossen die Deutsch-Balten, mit der Besetzung des restlichen Staatsgebietes vollendete Tatsachen zu schaffen. Anstatt mit Estland gemeinsam Front gegen die Bolschewiki zu machen, marschierte die Baltische Landeswehr Anfang Juni ins nördliche Lettland, welches von den Esten besetzt war. Nach ersten Konflikten wurde beschlossen, mit Gewalt vorzugehen.
Rüdiger von der Goltz unterstützte das Unternehmen unter der Hand im Zusammenhang mit dem Versailler Vertrag, dessen Annahme oder Ablehnung in dieser Zeit zur Debatte stand. Die lettischen und russischen Teile der Landeswehr unter Jānis Balodis und Anatol Lieven erklärten sich für neutral. Auch die Soldaten der Freikorps, welche später um Hilfe ersucht wurden, hatten wenig Kampfeseifer, da sie zum Kampf gegen den Bolschewismus angeworben waren und sich nicht für die Interessen der „baltischen Barone“ opfern wollten.
Die Estnische Armee wurde von den Engländern hauptsächlich durch Waffenlieferungen unterstützt. Unter estnischem Schutz hatte sich Anfang 1919 das lettische Nordkorps unter Jorģis Zemitāns gebildet. Viele der geschlagenen Rotarmisten wechselten zu Zemitāns, der in Nordlettland bereits mit der Enteignung der Großgrundbesitzer begonnen hatte. Die estnischen und lettischen Soldaten waren hochmotiviert. Es gab Esten, die von der russischen Front desertierten, um gegen die ehemaligen deutsch-baltischen Herren kämpfen zu können.

## Verlauf der Schlacht

### Einnahme von Wenden
Am 5. Juni kam es zu ersten Gefechten zwischen den beiden Armeen, die mit der deutschen Eroberung von Wenden ihren vorläufigen Höhepunkt erreichten. Unter der Vermittlung der Entente wurde am 10. Juni ein vorläufiger Waffenstillstand geschlossen. Während der Verhandlungen stießen lettische Truppen zu den Esten, was mit ein Grund dafür war, dass die Gespräche am 19. Juni scheiterten und es zur Schlacht kam.

### Schlacht
Am 19. Juni eröffnete die Eiserne Division die Kämpfe mit einem Angriff auf die estnischen Stellungen nahe Limbaži. Bei Straupe geriet der Angriff ins Stocken. Am 21. Juni griff die Landeswehr von Cēsis aus in drei Angriffskolonnen an. Die rechte Gruppe sollte über Rauna vorgehen, die linke entlang der Straße nach Valmiera. Als Aufgabe der mittleren Gruppe war vorgesehen, zwischen den Flügeln vorzugehen und die Bahnlinie Walk – Valmiera zu sperren.
Die Angriffe der Landeswehr kamen besonders bei der linken Angriffsgruppe am Bahnhof Lode ins Stocken. Estnische Verstärkungen wurden direkt von der Bahnrampe ins Gefecht geführt. Nach dem Scheitern des Durchbruchs war die linke Flanke infolge einer Niederlage bei der Eisernen Division gefährdet, was zum beschleunigten Rückzug der Landeswehr am 23. Juni führte.

## Weitere Entwicklung
Nach der Schlacht konnten die estnisch-lettischen Truppen weiter auf Riga vorrücken. Von der Goltz, der nun das Kommando wieder offiziell führte, konnte die Front trotz Verstärkungen nicht mehr stabilisieren. In Riga drohte ein lettischer Aufstand und auch die Seeseite war ungeschützt. Da Riga nicht mehr zu halten war, wurde am 3. Juli 1919 ein Waffenstillstand, der sogenannte Frieden von Strasdenhof abgeschlossen, welcher die Rückkehr der parlamentarischen lettischen Regierung zur Folge hatte. Die Armee Lettlands wurde nun aus dem Nordkorps, der Brigade Balodis und der übergetretenen Baltischen Landeswehr gebildet. Die deutsche Besatzungsmacht wurde aufgefordert das Land zu verlassen, die russische Abteilung Lieven zur Judenitsch-Armee überführt.

## Bedeutung
- Mit der Niederlage in der Schlacht von Wenden hatte die deutsch-baltische Minderheit ihre Machtstellung eingebüßt. Auf eine weitere Unterstützung durch Deutschland war nach der Unterzeichnung des Vertrags von Versailles nicht mehr zu rechnen. Der Baltische Nationalausschuss entschloss sich zur Mitarbeit im lettischen parlamentarischen Staat.
- Die Letten und Esten hatten ihren Staat bewahrt und einen symbolischen nationalen Sieg über die ehemalige deutsch-baltische Oberschicht errungen. Der 23. Juni ist noch heute staatlicher Nationalfeiertag in Estland.
- Durch die Konsolidierung der Staaten Estland und Lettland konnte die Rote Armee Truppen an andere Fronten des Bürgerkriegs abziehen. Die weiße Bewegung, welche die Selbstständigkeit der Randstaaten nicht anerkannte, verlor bei der Entente an Einfluss.